# رون ستيوارت
رون ستيوارت هو سياسي كندي، ولد في 11 أكتوبر 1942 في كندا. حزبياً، نشط في الحزب الليبرالي في نوفا سكوشا ‏.